# Элдредж, Найлз
Найлз Элдредж (/ˈɛldrɛdʒ/; также пишут Нильс и Найлс Элдридж; род. 25 августа 1943) — американский палеонтолог. В 1972 году выдвинул вместе с Стивеном Гулдом теорию прерывистого равновесия, согласно которой большая часть эволюционных изменений происходит за небольшие промежутки времени по сравнению с гораздо более длительными периодами эволюционной стабильности. Доктор.